# René Mart
René Mart, né le 10 novembre 1925 à Esch-sur-Alzette (Luxembourg) et mort le 2 août 1990, est un homme politique luxembourgeois, membre du Parti démocratique.
René Mart est membre du conseil communal d'Esch-sur-Alzette de 1963 à 1980.
Il est le vice-Président de la Chambre des députés de 1969 à 1989.
En tant que député européen élu au Luxembourg, René Mart est vice-Président du groupe libéral et démocratique du 9 mars 1982 au 23 juillet 1984.
Il est le frère de l'homme politique Marcel Mart, père de l'écrivain et journaliste Colette Mart (lb) et oncle de la journaliste Caroline Mart.